# Никонова Тетяна Миколаївна
Тетяна Миколаївна Никонова (нар. 4 лютого 1978, Печора, Комі АРСР, Російська РФСР, СРСР — пом. 12 травня 2021) — російська феміністка, журналістка, блогерка, інтернет-діячка і активістка сексуальної освіти.

## Біографія
Народилася 4 лютого 1978 року в місті Печора в Республіці Комі. Виросла в місті Ухта Республіки Комі. Батько-геолог, мати — вихователька дитячого садка. Старша з трьох дітей, за національністю — комі.
Померла у віці 43 років у лікарні після 6 днів госпіталізації від гострої вірусної інфекції — геморагічної лихоманки. За словами численних некрологів — одна з першопрохідців сексосвіти і фемінізму в Рунеті.

## Професійна діяльність
Займалася створенням контентних інтернет-проєктів з 2001 року. Працювала в компаніях СУП, Digital October і РБК.
Створила перший в Росії блог зі плітками і новинами про знаменитостей Spletnik.ru, в 2007 році продала його Дар'ї Жуковій та Поліні Дерипасці і залишилася в ньому головною редакторкою. У 2008 році вийшла на роботу у Видавничий дім Дерипаски Forward Media Group як редакційна директор інтернет-департаменту.
З 2009 року керувала контентним наповненням порталу про здоровий спосіб життя Takzdorovo.ru, створеному компанією «Ашманов і партнери» задля Міністерства охорони здоров'я і соціального розвитку РФ (Премія Рунету-2010, номінація «Здоров'я та відпочинок»). У 2011 році працювала діджитал-директором у команді авторки кулінарних книг Ніки Білоцерківської. У 2012 році почала роботу головною редакторкою порталу про культурну спадщину Росії Культура. РФ для Міністерства культури РФ.
Тоді ж в інтерв'ю Олександру Плющеву заявила про необхідність співпраці з державними структурами для створення великих просвітницьких проєктів. Власну професійну місію описує так:

Моє життєве завдання в основній роботі і активістської діяльності — дати людям більше інформації, щоб вони краще розуміли, що відбувається всередині себе і зовні, могли бачити ситуацію з різних сторін, усвідомлено вирішувати, як для них особисто правильніше вчинити, а ще в процесі розважитися.

### Сексуальна освіта
З 2012 року — авторка просвітницького і розважального блогу Sam Jones's Diary про секс, тіло і гендер (Категорія 18+). Влітку 2017 року блог переїхав на Nikonova.online. Щодня оновлюваний блог містить посилання на дослідження, відповіді на анонімні питання про секс, тілесність, гендер і фемінізм, огляди і тест-драйви еротичних товарів для дорослих, новини відповідної тематики. У блозі публікуються огляди книг, фільмів і відвіданих заходів.
Була постійною позаштатною авторкою обговорюваних матеріалів про секс, гендерні проблеми та стосунки для Афіша Daily, Wonderzine, The Village, GQ, Life.ru та інших видань. Найпопулярніший текст отримав 1,65 млн переглядів. Перший російський автор, що на регулярній основі розповідав про особистий досвід використання секс-гаджетів.
Вважала сексуальну освіту необхідною для зростання жіночої задоволеності життям, забезпечення сексуальної безпеки дітей і підлітків і профілактики ранніх вагітностей. Називала небезпечною консервативну пропаганду проти використання презерватив, виступала за поширення знань про дієву контрацепцію.
Експертка сервісу питань The Question з найвищим рейтингом в розділі «Секс». Учасниця науково-популярної конференції «Секспросвіт». Читала лекції про сексуальну безпеку жінок і профілактику ВІЛ-інфекції.
11 липня 2017 року брала участь у передачі депутата Державної Думи Віталія Мілонова «Депутатська недоторканність», де заявила: «Якщо ви проти секспросвіти — ви не патріот».
8 серпня 2017 року запустила краудфандингову кампанію зі збору грошей на створення безкоштовного загальнодоступного підручника «Наука сексу для підлітків» на Planeta.ru. 8 серпня 2018 року, коли всі гроші вже були зібрані, з'явилася новина, що завдання непросте і терміни зірвані. 5 серпня 2019 року з'явилася новина про те, що книга написана і проходить редактуру. 27 травня 2020 року виступила з новиною про те, що у неї були проблеми зі здоров'ям (діагностовано біполярний розлад), а в процесі редактури книга переписується заново. Станом на 25 червня 2020 року редактура тривала. Після смерті Никонової її співробітники заявили, що редактура книги була нею майже закінчена, і вона, мабуть, буде опублікована посмертно.

### Феміністський активізм
Висловлювалася в руслі інтерсекційного фемінізму. Виступала за кооперацію жінок у боротьбі за рівні права та захист від гендерного насильства, проти заборони абортів, за декриміналізацію проституйованих та криміналізацію клієнтів за шведською моделлю протидії проституції та на підтримку ЛГБТ-руху. Вважала, що в Росії поширення феміністських медіа ускладнене через політичну складову:
Але в поточній ситуації це тягне на опозиційну діяльність, тому що актуальна феміністська російська повістка це: повернення калічення жіночих геніталій в Дагестан та інші проблеми на Північному Кавказі, зашкалює рівень насильства і сексуальних домагань щодо жінок, більш низькі зарплати у жінок, ніж у чоловіків, відмова вивести домашнє насильство в окрему категорію і декриміналізація дрібних випадків насильства, спроби вивести аборти з ОМС, фактична заборона на сексуальну освіту для дітей і підлітків, стаття за пропаганду гомосексуальності, специфічні проблеми жінок-мігранток, що особливо стосуються безпеки та їхніх дітей, складності матерів-одиначок, сексизм у медіа, патріархалізація суспільства як державна програма, корупція як спосіб прикривати проституцію тощо.
Навесні 2015 року запустила мистецький проєкт «Поні та веселки». Щодня оновлювана стрічка демонструвала цитати учасників відкритих обговорень в соцмережах, що ілюструють настрої в суспільстві і містять сексизм, шовінізм і нетерпимість. Цитати оформляються у вигляді інтернет-мемів на тлі зображень поні, веселок і єдинорогів. Назва відсилає до виразу «Жити в світі рожевих поні», яким учасники мережевих дискусій часто маркують нереалістичні, на їхню думку, ідеї опонента. Проєкт базується на платформі Tumblr, транслюється в різні соціальні мережі, основна активність відбувається в акаунтах проєкту в Facebook, ВКонтакті і Telegram.
Влітку 2015 року Никонова з подругами відкрила благодійний магазин Hey Grrl Shop. Весь прибуток від продажу предметів зі спеціально розробленими принтами феміністської тематики відправляється центру допомоги постраждалим від сексуального насильства «Сестри». Також у роботі магазину беруть участь: Ніколь Ландрум, Зайнаб Кадікова, Варвара Любовна, Юлія Любимова.
Запрошена лекторка на Moscow FemFest 2017. Учасниця круглого столу «Етика у відносинах вчитель-учень».

### Інша громадська діяльність
Членкиня Спілки ЕЖЕ.
Обрана учасниця Наглядової ради Livejournal.com від російськомовного сегмента сервісу в 2009—2010 рр.

## Примітка
1. ↑  Скончалась известная российская феминистка Татьяна Никонова. ВЗГЛЯД.РУ (рос.). Архів оригіналу за 14 травня 2021. Процитовано 13 травня 2021.
2. ↑  Умерла основательница издания Spletnik.ru Татьяна Никонова. Ведомости (рос.). Архів оригіналу за 17 травня 2021. Процитовано 13 травня 2021.
3. ↑  В возрасте 43 лет умерла секс-блогер и феминистка Татьяна Никонова. www.mk.ru (рос.). Архів оригіналу за 17 травня 2021. Процитовано 13 травня 2021.
4. ↑  Памяти Тани Никоновой: От редакции Wonderzine. Wonderzine. 13 травня 2021. Архів оригіналу за 13 травня 2021. Процитовано 13 травня 2021.
5. ↑  «Она сделала для моей сексуальной жизни больше, чем все мои партнеры»: Как Татьяна Никонова меняла представления о сексе. The Village (рос.). Архів оригіналу за 16 травня 2021. Процитовано 13 травня 2021.
6. ↑  «Спасибо за всё»: Подруги и коллеги о Тане Никоновой. Wonderzine. 13 травня 2021. Архів оригіналу за 14 травня 2021. Процитовано 13 травня 2021.
7. ↑  Безупречная воительница: умерла секс-блогерка и фем-активистка Татьяна Никонова. Forbes.ru (рос.). Архів оригіналу за 14 травня 2021. Процитовано 13 травня 2021.
8. ↑  «Масштабы этой потери нам еще предстоит оценить»: российские общественники — о смерти фемактивистки Татьяны Никоновой. Собака.ru (рос.). Архів оригіналу за 13 травня 2021. Процитовано 13 травня 2021.
9. ↑  «Тань, свети там всегда, ладно?» Близкие и коллеги вспоминают Татьяну Никонову — активистку и просветительницу, которая «многих людей познакомила с самими собой». Meduza (рос.). Архів оригіналу за 13 травня 2021. Процитовано 13 травня 2021.
10. ↑  Сплетни как бизнес (рос.). Expert Online. 19 грудня 2007. Архів оригіналу за 28 квітня 2019. Процитовано 24 лютого 2020.
11. ↑  Татьяна Никонова занялась госпорталом о культуре (рос.). Roem.ru. 31 серпня 2012. Архів оригіналу за 16 січня 2021. Процитовано 24 лютого 2020.
12. ↑  Татьяна Никонова — Попутчики (рос.). Эхо Москвы. 3 червня 2012. Архів оригіналу за 25 травня 2021. Процитовано 17 травня 2021.
13. ↑  «Гнев может послужить отличным топливом»: За что борются российские киберфеминистки (рос.). FURFUR. 7 червня 2016. Архів оригіналу за 17 травня 2021. Процитовано 17 травня 2021.
14. ↑  Никонова, Татьяна (20 лютого 2016). Как подступиться к анальному сексу и не пожалеть: 20 советов (рос.). Wonderzine. Архів оригіналу за 17 травня 2021. Процитовано 24 лютого 2020.
15. ↑  Про это: мнение ученых, подростков и их родителей о сексуальном просвещении в России (рос.). special.theoryandpractice.ru. Архів оригіналу за 17 травня 2021. Процитовано 17 серпня 2016.
16. ↑  Ома, Игнат (12 червня 2016). Конечный потребитель (рос.). МОСЛЕНТА. Архів оригіналу за 9 лютого 2017. Процитовано 24 лютого 2020.
17. ↑  Секс. The Question. Архів оригіналу за 16 січня 2021. Процитовано 24 лютого 2020.
18. ↑  9 марта — День профилактики ВИЧ среди женщин и девушек. НП Е.В.А. (рос.). 8 березня 2017. Архів оригіналу за 22 березня 2019. Процитовано 24 лютого 2020.
19. ↑  Голованов, Роман (11 липня 2017). Актуальный феминизм: ущемляют ли права женщин в России — «Депутатская неприкосновенность» с Виталием Милоновым (рос.). Радио «Комсомольская Правда». Архів оригіналу за 17 травня 2021. Процитовано 17 травня 2021.
20. ↑  Создание книги «Наука секса для подростков» (рос.). 8 серпня 2017. Архів оригіналу за 17 травня 2021. Процитовано 24 лютого 2020.
21. ↑  Годовщина и новости о том, как всё получается (рос.). 8 серпня 2018. Архів оригіналу за 17 травня 2021. Процитовано 29 липня 2020.
22. ↑  Хорошие новости (рос.). 5 серпня 2019. Архів оригіналу за 17 травня 2021. Процитовано 29 липня 2020.
23. ↑  Пришло время рассказать, как идут дела (рос.). 27 травня 2020. Архів оригіналу за 17 травня 2021. Процитовано 29 липня 2020.
24. ↑  Работа над редактурой (рос.). 25 червня 2020. Архів оригіналу за 17 травня 2021. Процитовано 29 липня 2020.
25. ↑  Долженко, Елена (18 липня 2016). Как жить после флешмоба #янебоюсьсказать. Афиша Daily. Архів оригіналу за 14 травня 2021. Процитовано 24 лютого 2020.
26. ↑  Страховская, Ольга (27 січня 2015). Почему вывод абортов из системы обязательного страхования аморален. Wonderzine. Архів оригіналу за 17 травня 2021. Процитовано 24 лютого 2020.
27. ↑  Никонова, Татьяна (7 березня 2016). Корреспондент «Коммерсантъ Деньги» Эмма Терченко попросила… (рос.). nikonovaonline.wordpress.com. Процитовано 11 лютого 2019.[недоступне посилання з Сентябрь 2019]
28. ↑  Moscow FemFest (рос.). special.theoryandpractice.ru. Архів оригіналу за 17 травня 2021. Процитовано 13 березня 2017.
29. ↑  Круглый стол «Этика в отношениях учитель-ученик» (рос.). «Теории и практики». Архів оригіналу за 28 квітня 2019. Процитовано 11 лютого 2019.
30. ↑  Объявлена победительница выборов в кириллическом ЖЖ (рос.). Lenta.ru. 29 червня 2009. Архів оригіналу за 27 жовтня 2021. Процитовано 24 лютого 2020.